# Convento della Santissima Trinità (Lugano)
Il Convento della Santissima Trinità dei frati Minori Cappuccini, sorge nel quartiere di Lugano Centro. 

## Storia
Risalente al 1646, nel 1653 il convento divenne dimora di una comunità di Cappuccini, fino ad allora stanziati a Sorengo.
L'inaugurazione della chiesa conventuale, dedicata alla Santissima Trinità, avvenne nel 1654.
Già rielaborata nel 1909, la chiesa fu restaurata tra il 1976 e il 1983, per mano di Mario Botta, autore anche di una parziale ristrutturazione del convento e, in particolare, della biblioteca.

## Descrizione
Esternamente, la chiesa si presenta con un porticato e una facciata in stile neorinascimentale, entrambi realizzati nel 1909 da Giuseppe Bordonzotti.
A navata unica, la chiesa ospita al suo interno affreschi a sfondo religioso dei fratelli Giuseppe Antonio Maria e Giovanni Antonio Torricelli e del caronese Giuseppe Antonio Petrini.